# عبد المجيد دودين
عبد المجيد علي عبد الله دودين (15 يناير 1962 -28 مايو 2007)، أحد أشهر قادة حركة حماس. ولد في قرية البرج غرب بلدة دورا جنوب الخليل تزوج من ميسر محمد دودين التي تعمل مدرسة وأنجبا أربعة أبناء هم أمامة (19 عاما) وهمام (17عاما) وكتائب (14 عاما) وعلي (10 أعوام). أمضى ما يقارب العامين في سجون الاحتلال ووجهت له عدة تهم خلال فترات اعتقاله، منها الانتماء لحركة حماس وذراعها العسكري والعمل مع الشهداء عماد عقل ويحيى عياش.

## اغتياله
توغل جيش الاحتلال الإسرائيلي في قرية دير العسل التحتا التابعة لبلدية دورا يدعمها حوالي 16 آلية عسكرية، وشنت حملة تمشيط واسعة في المنطقة. كما دارت اشتباكات في المكان بالأسلحة الخفيفة أدت في النهاية إلى اغتياله .